# Kazimir Katalinić
Kazimir Katalinić (Sušak, 4. ožujka 1927. – Buenos Aires, 31. prosinca 2018.), bio je hrvatski povjesničar, publicist i emigrantski političar. Osamostaljenjem Republike Hrvatske djelovao je u Hrvatskoj.

## Životopis
Rodio se je u Rijeci 1927. godine na Sušaku. 
Pad NDH 1945. godine natjerao ga je u političku emigraciju. Prvo je otišao u Italiju. Nakon što je ondje boravio tri godine, 1948. godine je otišao u Argentinu. Ondje je studirao kemiju, koju je diplomirao i magistrirao 1960. godine. Već prije toga se je politički aktivirao. Postao je tajnikom Hrvatske republikanske stranke 1958. godine. Tu je dužnost obnašao nekoliko desetljeća. Od 1991. do 1997. godine predsjedavao je ogrankom te stranke u Hrvatskoj, Hrvatskom republikanskom zajednicom. Poslije toga je i dalje ostao u vrhu te stranke, kojoj je 2007. godine bio članom Glavnog odbora. Stranačko je članstvo izgrađivao starčevićanski s naglaskom na domovinsku, a ne na emigrantsku politiku.
Njegov ugled se je dok je bio u emigraciji raširio među hrvatskim iseljeništvom. Priznanje toga je to što je triput bio izabran Sabor Hrvatskog narodnog vijeća. Godine 1977. je postao tajnikom tog vijeća, a nalazio se na na listi koalicije HRS i tzv. proljećara na čelu s Brunom Bušićem.
Za vrijeme dok je Ivo Korsky bio predsjednikom HRS-a, Katalinić je bio tajnikom. 1980-ih se kao i stranačke kolege sukladno ocjeni stranačkog vodstva, upustio pisati o osjetljivim temama o Hrvatskoj i Hrvatima, jer se predosjećalo da će se hrvatsko pitanje riješiti. Tako je napisao rasprave o tome jesu li Hrvati "genocidan narod", "bili za Jugoslaviju" te o odnosima s BiH. Među ostalim njegova je procjena broja hrvatskih žrtava u Sloveniji znatno veća nego procjena Vladimira Žerjavića (u knjizi Argumenti: NDH, BiH, Bleiburg i genocid, Buenos Aires – Zagreb, 1993.). U rečenom je djelu iz 1993. godine kritički raščlanio neke Žerjavićeve navodne pogreške u metodnom pristupu i mjesta gdje Žerjavić nije zašao dublje. Služeći se i poznatim svjedočenjima, Katalinić je došao do procjene "da broj hrvatskih žrtava nakon što je rat nećemo nikad znati, je li se radilo o 130.000 ili čak 177.000.
Članom Odbora za obilježavanje 50. obljetnice Bleiburških žrtava i žrtava Križnog puta imenovan je 1995. godine.
Bio je predsjednikom Hrvatske republikanske zajednice od 1991. do 1996. godine. Od 1992. do 1996. godine uređivao je časopis Hrvatske republikanske zajednice Republiku Hrvatsku.
Imenovan je 1996. godine članom odbora za obilježavanje 15. svibnja kao Spomendana Bleiburških žrtava i žrtava Križnog puta.
Preminuo je 31. prosinca 2018. godine u Buenos Airesu.

## Djela
Katalinić je autor sljedećih djela:
- Pluralizam u vanjskoj politici, 1970.
- Trebamo li stranaka? (sabrao i priredio)
- Hrvatska republikanska stranka, 1973. (sabrao i priredio)
- Organizacijski priručnik Hrvatske republikanske stranke, 1974.
- Most prema domovini, 1978. (sabrao i priredio)
- Vizija slobode, 1979. (2. skr. izd. 1990.) (prireditelj izdanja; autor Ivan Oršanić)[7]
- Hrvati i Srbi: neprijatelji ili dobri susjedi?, 1982.
- Da li je Nezavisna Država bila naci-fašistička tvorevina!, 1987.
- Hrvatske i srpske žrtve: 1941. – 1945., 1988.
- Pogledi HRS na hrvatsku problematiku, 1991.
- Argumenti: NDH, BiH, Bleiburg i genocid, 1993. (2. izd. 1994.)
- Rađanje države: NDH, Tito, "hrvatsko proljeće" i 1991., 1994. (2. izd. 1995.)
- Od poraza do pobjede: povijest hrvatske političke emigracije 1945. – 1990.: svezak I.: 1945. – 1959., 2017.
- Od poraza do pobjede: povijest hrvatske političke emigracije 1945. – 1990.: svezak II.: 1960. – 1974., 2017.
- Od poraza do pobjede: povijest hrvatske političke emigracije 1945. – 1990.: svezak III.: 1974. – 1980., 2017.

Neka djela su mu s hrvatskoga jezika prevedena na španjolski, engleski, francuski i njemački jezik.
Knjige mu je objavio časopis Republika Hrvatska iz Buenos Airesa, glasilo Hrvatske republikanske stranke.
Pisao je za buenosairešku Republiku Hrvatsku, njujorški Journal of Croatian Studies, splitsku reviju Marulić, Glas Hrvata, Politički zatvorenik (Hrvatske i srpske žrtve 1941. – 1945.: demografska studija) i dr.

## Vanjske poveznice
- Hrvati AMAC Šime Letina: Priznanje i zahvala prof. K. Kataliniću (uz osamdesetu obljetnicu njegova rođenja), 4. ožujka 2007. (u međumrežnoj pismohrani archive.org 4. prosinca 2007.)